# Weber (unitat)
El weber, de símbol Wb, és la unitat del Sistema Internacional per al flux magnètic {\displaystyle \Phi _{m}} o flux d'inducció magnètica, i és el corresponent al d'un camp magnètic uniforme d'1 T que travessa una superfície plana perpendicular d'1 m2 d'àrea. S'empra des del 1935 i duu el nom del físic alemany Wilhelm Eduard Weber.

Si el camp magnètic té una intensitat B = 1 T, la superfície té una àrea S = 1 m^{2} i l'angle és θ = 0°, el flux magnètic que passa per aquesta espira és Φ_{m} = 1 Wb.

També es pot definir, a partir de la llei de Faraday-Lenz, com el flux magnètic que, quan travessa perpendicularment una espira i va disminuint uniformement fins a un valor 0 en un temps d'1 segon, indueix en l'espira una força electromotriu d'1 volt.

## Història
La Comissió Electrotècnica Internacional (IEC) es fundà el 1906 a Londres després d'haver-se proposada al Congrés Internacional d'Electricitat de Saint Louis, Missouri, EUA, el 1904. El 1914, l'IEC havia format quatre comitès tècnics per tractar la nomenclatura, els símbols, la qualificació de la maquinària elèctrica i els motors principals. La Comissió també havia publicat una primera llista de símbols de lletres internacionals per a quantitats i signes per a noms d'unitats, a més d'altres llistes de maquinària i estàndards internacionals. Però aquesta tasca fou interrompuda el mateix any per l'esclat de la Primera Guerra Mundial. Acabada la guerra es reiniciaren els treballs i el 1930 s'establí com unitat de flux magnètic el maxwell, símbol Mx, unitat del sistema CGS (centímetre-gram-segon), juntament amb altres unitats i emprant els llinatges de científics que havien fet importants aportacions en electromagnetisme (ohm, ampere, farad, gilbert, gauss...). Tanmateix, el 1935 quan s'adoptà el sistema MKSA (metre-kilogram-segon-ampere), proposat per l'italià Giovanni Giorgi (1871-1950) i que fou la base de l'actual Sistema Internacional d'Unitats (SI), s'establí com unitat del flux magnètic el weber, deixant el maxwell pel sistema CGS.

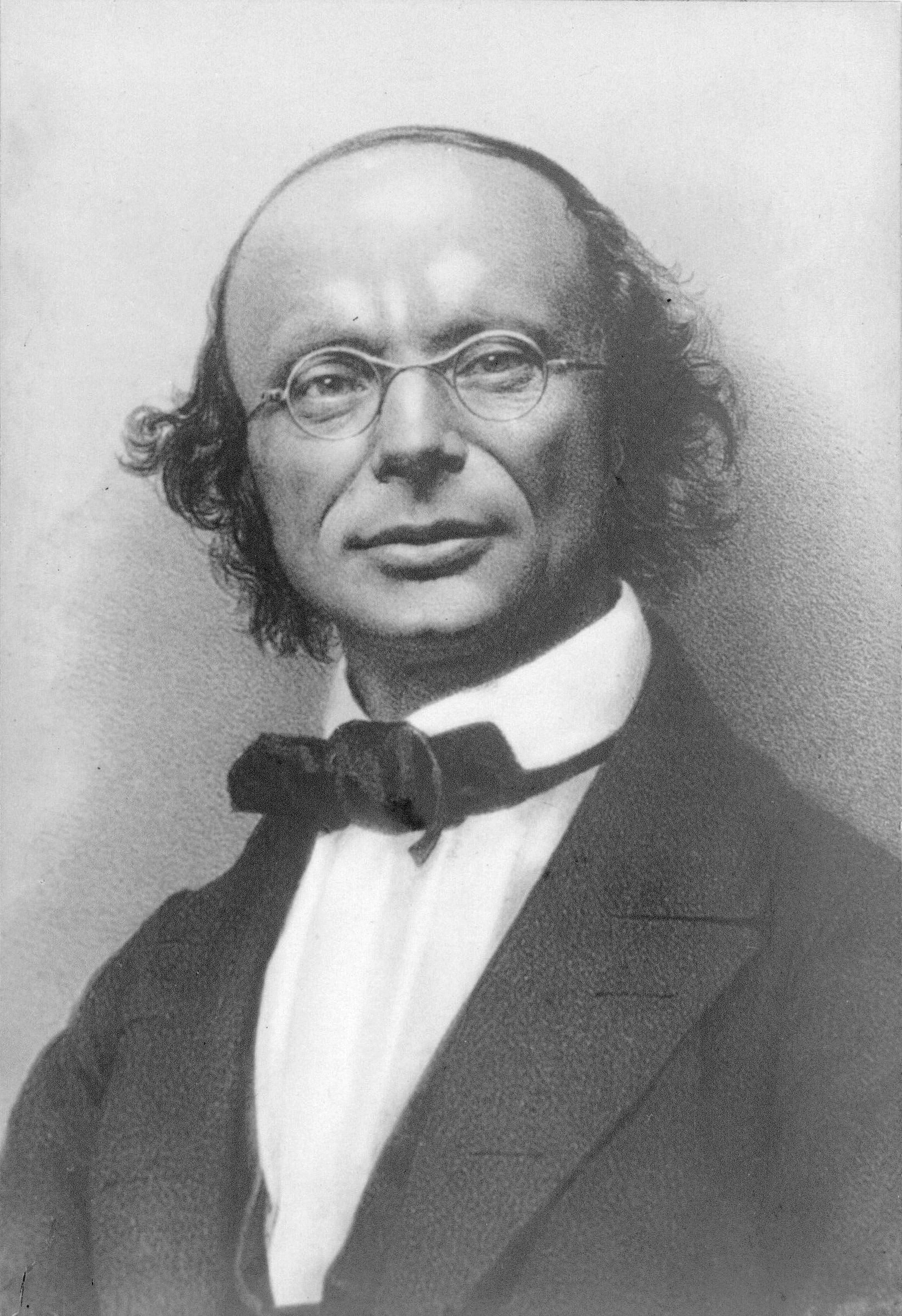
Wilhelm Eduard Weber.

El weber rebé el seu nom en honor del físic alemany Wilhelm Eduard Weber (1804-1891). Weber fou professor a la Universitat de Halle i a la Universitat de Göttingen. Són especialment importants els seus estudis sobre l’electricitat i el magnetisme. Amb Carl Friedrich Gauss (1777-1855) estudià el magnetisme terrestre i inventà un telègraf electromagnètic (1833). Construí també un electrodinamòmetre i proposà, amb Gauss, un sistema d’unitats en electricitat (unitats gaussianes). També feu estudis sobre acústica i elaborà un sistema de compensació de temperatura per als tubs d’orgue.

## Definició

Representació d'una corba que defineix una superfície travessada per les línies de camp magnètic que defineixen el flux magnètic.

El weber es pot definir en termes de la llei de Faraday-Lenz, que relaciona el canvi del flux magnètic a través d'una espira amb la inducció d'un corrent elèctric. Aquesta llei estableix que, en un circuit tancat sotmès a l’acció d’un camp magnètic variable, s’hi indueix una força electromotriu {\textstyle {\mathcal {E}}} igual a la derivada respecte al temps del flux magnètic {\displaystyle \Phi _{m}} abraçat pel circuit. En general, la llei de Faraday-Lenz s'enuncia a partir de la força electromotriu que apareix en el circuit i també inclou el fet que aquesta força sempre tendeix a oposar-se a les variacions de flux magnètic, fet que constitueix la llei de Lenz. Analíticament:
{\displaystyle {\mathcal {E}}=-{d\Phi _{m} \over dt}}
Un canvi d'un weber de flux magnètic en un segon a través d'un circuit d'una sola espira induiria una força electromotriu d'un volt. En unitats bàsiques del SI les dimensions del weber són {\textstyle {\mbox{kg}}\cdot {\mbox{m}}^{2}\cdot {\mbox{s}}^{-2}\cdot {\mbox{A}}^{-1}}. En unitats derivades s'expressaria en volts-segons {\displaystyle ({\mbox{V}}\cdot {\mbox{s}})}. El weber és una unitat força gran, equival a 1 T m² = 108 maxwells.

## Múltiples i submúltiples
| Múltiple | Nom        | Símbol |       | Múltiple    | Nom | Símbol |
| -------- | ---------- | ------ | ----- | ----------- | --- | ------ |
| 100      | weber      | Wb     |       |             |     |        |
| 10¹      | decaweber  | daWb   | 10–1  | deciweber   | dWb |        |
| 10²      | hectoweber | hWb    | 10–2  | centiweber  | cWb |        |
| 103      | quiloweber | kWb    | 10–3  | mil·liweber | mWb |        |
| 10⁶      | megaweber  | MWb    | 10–6  | microweber  | µWb |        |
| 10⁹      | gigaweber  | GWb    | 10–9  | nanoweber   | nWb |        |
| 1012     | teraweber  | TWb    | 10–12 | picoweber   | pWb |        |
| 1015     | petaweber  | PWb    | 10–15 | femtoweber  | fWb |        |
| 1018     | exaweber   | EWb    | 10–18 | attoweber   | aWb |        |
| 1021     | zettaweber | ZWb    | 10–21 | zeptoweber  | zWb |        |
| 1024     | yottaweber | YWb    | 10–24 | yoctoweber  | yWb |        |